# Hohe Warte (Odenwald)
Die Hohe Warte ist mit 551,3 m ü. NHN der höchste Berg in der Gemarkung Eberbach im Rhein-Neckar-Kreis in Baden-Württemberg.

## Lage und Beschreibung
Die Hohe Warte liegt etwa 3,5 km nördlich der Stadtmitte von Eberbach im Odenwald und ist gänzlich bewaldet. Nach Westen fällt sie ab zum Gammelsbachtal, nach Südosten zum Ittertal und nach Nordosten zum Sensbachtal. An die Hohe Warte schließt im Norden, jenseits der Landesgrenze nach Hessen, der zwischen dem Gammelsbachtal und dem Sensbachtal laufende Höhenzug der Sensbacher Höhe an. Im Süden geht ein bewaldeter Bergrücken weiter bis zum Itterberg (391 m ü. NHN), der sich über dem Neckartal erhebt. Jenseits des Ittertaleinschnitts im Südosten liegt in weniger als fünf Kilometern Entfernung der höchste Odenwaldberg Katzenbuckel (626,8 m ü. NHN).